# Speyart van Woerden

Speyart van Woerden is een uit Haarlem afkomstig geslacht waarvan leden sinds 1814 tot de Nederlandse adel behoren.

## Geschiedenis
De stamreeks begint met Barthout Dirksz die in 1583 overleed. Bij Souverein Besluit van 28 augustus 1814 werd Theodorus Johannes Albertus Ferdinandus Josephus Speyart van Woerden (1742-1824) benoemd in de ridderschap. In 1816 werd voor leden van het geslacht de inlandse adel erkend. In 1822 en 1848 werd voor verschillende leden adel en de titel van baron erkend.

## Enkele leden van het geslacht
- J.E.H.Th. Speyart van Woerden (1781-1847) was burgemeester van Buren en lid van de Vergadering van Notabelen (1814).
- Uit de nalatenschap van diens schoonzuster Wilhelmina Speyart van Woerden-van Linschoten (1797-1874) is het Speyart van Woerden's Hofje aangelegd.
- Eduard Speyart van Woerden (1924), beeldhouwer
- E.L.M.H. baron Speyart van Woerden, Procureur-Generaal te Den Bosch, betrokken bij de politieke affaire bekend als de zaak-Oss in 1938.[1] In 1940 als zogenaamde Indische gijzelaar door de Nazi's opgepakt en gevangen gezet in concentratiekamp Buchenwald.[2]